# 陳氏實美
光鸞皇后（越南语：／；？—？），名陳氏實美（越南语：／），越南陳朝時期陳廢帝陳晛的皇后。
陳氏實美是陳朝皇帝陳藝宗陳暊的女兒，初封為天徽公主（越南语：／）。1377年陳晛被陳暊立為皇帝，並封陳氏實美為皇后，尊號光鸞皇后。
1388年，陳晛與大臣陳顎合謀去除胡季犛失敗，被太上皇陳藝宗脅逼退位，廢為靈德大王，陳氏實美同時被廢。不久，胡季犛逼迫陳晛自殺，但並未殺死陳氏實美。後改封陳氏實美為太陽公主（越南语：／）。
1393年，陳氏實美遊覽西湖時與宗室陳元淵私通，陳藝宗大怒，將她嫁給陳元淵之弟陳沆，以此羞辱她。